# 이승만 기념사업회
이승만 기념사업회 ( 사단법인 이승만건국대통령기념사업회 )는 이승만박사 탄생 100주년 계기로 1975년 7월 12일에 조직된 기관이다.  허정 전 대통령 권한 대행과 이위태 씨 주관으로 창립되었으며 현재는 황교안 전 국무총리가 회장을 맡고 있다.